# Реал Мадрид (баскетбольний клуб)
У Вікіпедії є статті про інші спортивні клуби з назвою Реал Мадрид (значення)
«Реал Мадрид» — іспанський баскетбольний клуб з міста Мадрид, створений у 1931 році, одна з головних частин Спортивного товариства «Реал Мадрид». На внутрішній арені клуб виступає в Лізі АСБ, на міжнародному — в Євролізі.
Як і футбольна команда клубу, баскетбольний клуб також входить до числа найуспішніших іспанських та європейських клубів. Мадридський «Реал» 38 разів вигравав іспанський чемпіонат, включаючи 7 та 10 разів поспіль. Також мадридський клуб 27 разів тріумфував у Кубку Іспанії, 11 разів — в Євролізі та 4 рази — у Кубку Сапорти.
Мадрид також виграв 5 Міжконтинентальних кубків ФІБА та 3 Тріпл Кроуна. Протягом багатьох років кольори клубу захищали деякі зіркові гравці: Арвідас Сабоніс, Дражен Петрович, Дражен Даліпагич, Мірза Делібашич, Хуан Антоніо Корбалан, Фернандо Мартін Еспіна та Деян Бодирога.
Реал Мадрид також має баскетбольний фарм-клуб, Реал Мадрид B, який виступає в аматорському 4-му дивізіоні чемпіонату Іспанії

## Титули

### Національні
- Чемпіонат Іспанії
  -  Чемпіон (38): 1957, 1958, 1959/60, 1960/61, 1961/62, 1962/63, 1963/64, 1964/65, 1965/66, 1967/68, 1968/69, 1969/70, 1970/71, 1971/72, 1972/73, 1973/74, 1974/75, 1975/76, 1976/77, 1978/79, 1979/80, 1981/82, 1983/84, 1984/85, 1985/86, 1992/93, 1993/94, 1999/00, 2004/05, 2006/07, 2012/13, 2014/15, 2015/16, 2017/18, 2018/19, 2021/22, 2023/24, 2024/25

- Копа дель Рей де Балонсесто
  -  Володар (29): 1951, 1952, 1954, 1956, 1957, 1960, 1961, 1962, 1965, 1966, 1967, 1970, 1971, 1972, 1973, 1974, 1975, 1977, 1985, 1986, 1989, 1993, 2012, 2014, 2015, 2016, 2017, 2020, 2024

- Суперкубок Іспанії де Балонсесто
  -  Володар (5): 1984/85, 2012, 2013, 2014, 2018

### Європейські змагання

#### Офіційні
- Євроліга
  -  Володар (11): 1963/64, 1964/65, 1966/67, 1967/68, 1973/74, 1977/78, 1979/80, 1994/95, 2014/15, 2017/18, 2022/23

- Кубок Сапорти
  -  Володар (4): 1983/84, 1988/89, 1991/92, 1996/97

- Кубок Корача
  -  Володар (1): 1987/88

- Єврокубок
  -  Володар (1): 2006/07

- Латинський кубок
  -  Володар (1): 1952/53

#### Неофіційні
- Європейський клубний баскетбольний Суперкубок
  -  Володар (3): 1984, 1988, 1989

- Тріпл Кроун
  -  Володар (3): 1964/65, 1973/74, 2014/15

### Континентальні
Офіційні
- Міжконтинентальний кубок ФІБА
  -  Володар (5): 1976, 1977, 1978, 1981, 2015

Інші змагання
- Міжнародний Різдвяний турнір ФІБА (Трофей Раймундо Сапорти — Меморіал Фернандо Мартіна)[1]
  -  Володар (26): 1967, 1968, 1969, 1970, 1972, 1973, 1974, 1975, 1976, 1977, 1978, 1980, 1981, 1985, 1986, 1987, 1990, 1991, 1992, 1995, 1996, 1997, 2000, 2003, 2004, 2006

- Міжнародний турнір АСБ «Меморіал Ектора Чироги»
  -  Володар (3): 1984, 1988, 1989

### Регіональні
- Турнір Общини Мадриду
  -  Володар (20): 1984, 1985, 1986, 1987, 1989, 1991, 1994, 1995, 1997, 2000, 2004, 2005, 2006, 2007, 2008, 2009, 2010, 2011, 2012, 2013

- Чемпіонат Кастилії
  -  Чемпіон (11): 1933, 1942, 1943, 1944, 1948, 1949, 1950, 1953, 1954, 1956, 1957

- Трофей Марки
  -  Володар (8): 1957, 1958, 1961, 1962, 1963, 1964, 1966, 1967

### Товариські змагання
- Трофей Гол
  -  Володар (3): 1941/42, 1942/43, 1943/44.[2]

- Трофей Терези Геррери
  -  Володар (3): 1987, 1989, 1991.[3]

- Трофей Мотбріссон
  -  Володар (2): 1959, 1960

- Паризький відкритий турнір
  -  Володар (2): 1961/62, 1962/63

- Різдвяний турнір Брюсселя
  -  Володар (2): 1948, 1950

- Трофей депутатів Валльядоліда
  -  Володар (2): 1997, 2009

- Трофей міста Сарагоси
  -  Володар (2): 2011, 2014

- Кубок Чапулетек
  -  Володар (1): 1931

- Трофей Прімавера де Мадрид
  -  Володар (1): 1934

- Трофей Купонс Корк
  -  Володар (1): 1946

- Інавгураційний Турнір (Мадрид)
  -  Володар (1): 1951

- Турнір до Золотого Ювілею Реал Мадриду
  -  Володар (1): 1952

- Турнір до Золотого Ювілею Клубу
  -  Володар (1): 1952

- Трофей пам'яті Луїса Морено Мелілья
  -  Володар (1): 1952

- Турнір Срібного ювілею Збірної
  -  Володар (1): 1955

- Міжнародний турнір Португалії
  -  Володар (1): 1955

- Турнір Віго
  -  Володар (1): 1956

- Турнір Трикутника
  -  Володар (1): 1956

- Турнір Гіжона
  -  Володар (1): 1956

- Турнір XII Морських ігор
  -  Володар (1): 1960

- Турнір Касабланки
  -  Володар (1): 1962

- Відкритий турнір Парижу
  -  Володар (1): 1962

- Trofeo Bodas de Plata del Canoe
  -  Володар (1): 1965

- Трофей Бреогану
  -  Володар (1): 1967

- Золотий приз Ас
  -  Володар (1): 1977/78

- Трофей Нуево Банко (Мадрид)
  -  Володар (1): 1978

- Трофей Поллініка (Малага)
  -  Володар (1): 1985/86

- Трофей Меморіал Гаска (Сан-Себастьян)
  -  Володар (1): 1985/86

- Трофей Сан-Хуліана (Куенка)
  -  Володар (1): 1986/87

- Трофей 50-річчя Дайро Сур
  -  Володар (1): 1988

- Трофей Canal +:
  -  Володар (1): 1991

- Трофей Південного Берегу
  -  Володар (1): 2012

- Спортивний турнір 4-ох у Гвадалахарі
  -  Володар (1): 2012

- Torneo Spa Porta Maris & Suites del Mar
  -  Володар (1): 2012

- Турнір Кордоби
  -  Володар (1): 2013

- Trofeo Grupo Dalmau Vaquer
  -  Володар (1): 2014

- ЄвроАмериканський кубок
  -  Володар (1): 2014

## Склад команди
| №  | Прізвище, ім'я  | Позиція                           | Країна   | Дата народження | Зріст  | Вага   |
| -- | --------------- | --------------------------------- | -------- | --------------- | ------ | ------ |
| 4  | Донтає Дрейпер  | розігруючий захисник              | /        | 10/08/1984      | 180 см | 82 кг  |
| 7  | Лука Дончич     | розігруючий/атакувальний захисник | Словенія | 28/02/1999      | 201 см | 88 кг  |
| 23 | Серхіо Люль     | розігруючий/атакувальний захисник | Іспанія  | 15/10/1987      | 190 см | 94 кг  |
| 20 | Джейсі Керрол   | атакувальний захисник             | /        | 16/04/1983      | 188 см | 77 кг  |
| 5  | Руді Фернандес  | легкий форвард                    | Іспанія  | 04/04/1985      | 196 см | 84 кг  |
| 8  | Йонас Мачюліс   | легкий форвард                    | Литва    | 10/02/1985      | 201 см | 107 кг |
| 44 | Джефрі Тайлор   | легкий форвард                    | /        | 23/05/1989      | 201 см | 102 кг |
| 3  | Ентоні Рендольф | важкий форвард                    | США      | 15/07/1989      | 211 см | 100 кг |
| 6  | Андрес Носіоні  | важкий форвард                    | /        | 30/10/1979      | 203 см | 102 кг |
| 9  | Феліпе Реєс     | важкий форвард                    | Іспанія  | 16/03/1980      | 204 см | 109 кг |
| 33 | Трей Томпкінс   | важкий форвард                    | США      | 29/03/1990      | 208 см | 111 кг |
| 36 | Алекс Суарес    | важкий форвард                    | Іспанія  | 04/06/1984      | 205 см | 101 кг |
| 14 | Густаво Айон    | центровий                         | Мексика  | 01/05/1985      | 208 см | 111 кг |
| 21 | Отелло Гантер   | центровий                         | /        | 28/05/1986      | 203 см | 107 кг |